# Hermann Föge

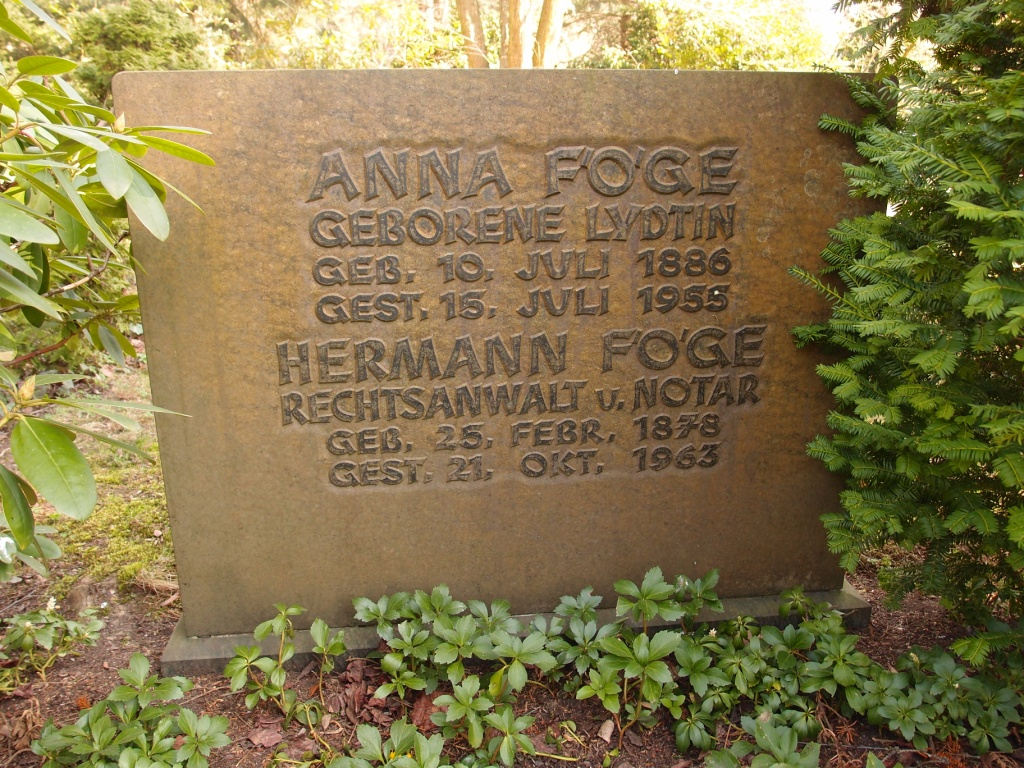
Grab von Hermann Johannes Föge auf dem Stadtfriedhof Göttingen

Hermann Johannes Föge (* 25. Februar 1878 in Schleswig; † 21. Oktober 1963 in Göttingen) war ein deutscher Jurist und linksliberaler Politiker (DDP, DStP, später FDP) sowie Oberbürgermeister von Göttingen.

## Leben und Beruf
Föge wurde als Sohn eines Juristen geboren. Nach dem Abitur studierte er Rechtswissenschaft an den Universitäten in Breslau und Berlin. In Goslar, Berlin, Aurich und Celle war er als Referendar tätig. Ferner war er Anwaltsvertreter in Aurich und Graudenz, bevor er Syndikus in der Industrie wurde und später in das Richteramt Gieboldehausen wechselte. Er war seit 1909 als Rechtsanwalt in Göttingen tätig und wurde 1919 auch als Notar zugelassen. Am 21. Oktober 1963 starb er an den Folgen eines Verkehrsunfalls.
Föge war Alter Herr der Wissenschaftlichen Verbindung Gothia Göttingen, die später in der Turnerschaft Gottingo-Normannia Göttingen aufging, der er seitdem angehörte.

## Politik
Föge trat während der Zeit der Weimarer Republik in die DDP ein, aus der 1930 die DStP hervorging. Er war vor 1933 Ratsmitglied der Stadt Göttingen und von 1919 bis 1933 Bürgervorsteher. Von 1921 bis 1925 und von 1930 bis 1933 war er Mitglied des Hannoverschen Provinziallandtages. Während seiner zweiten Wahlperiode war er dort Vorsitzender der DStP-Fraktion.
Föge zählte 1945 zu den Gründern der Göttinger FDP. Ende der 1940er Jahre war er Mitglied des Landesvorstandes der FDP in Niedersachsen. Er gehörte dort zu den gemäßigten Mitgliedern, die gegen den dominierenden rechten Flügel um Artur Stegner Stellung bezogen. Er war von 1945 bis 1963 erneut Ratsmitglied in Göttingen und amtierte von Januar bis November 1946 sowie von Dezember 1948 bis November 1956 als Oberbürgermeister der Stadt. 1946 gehörte er dem Ernannten Hannoverschen Landtag an und 1946/47 war er Mitglied des Ernannten Niedersächsischen Landtages. Anschließend wurde er in den Niedersächsischen Landtag gewählt, dem er bis 1955 angehörte. Hier war er von 1947 bis 1955 Vorsitzender der FDP-Fraktion.

## Ehrungen
- 1953: Großes Verdienstkreuz der Bundesrepublik Deutschland
- 1957: Ehrenbürgerschaft der Stadt Göttingen
- 1963: Niedersächsischer Verdienstorden
- Hermann-Föge-Weg in Göttingen